# 桃紗希あや
桃紗希 あや（ももさき あや、1985年3月1日 - ）は、日本の女優、ニューハーフ、タレントである。
神奈川県横浜市出身。エクセルヒューマンエイジェンシー所属（2014年1月〜）。

## 出演

### テレビ
- ブチまけろ!炎の魂-長渕炎陣-（2015年3月8日・15日、BSフジ）